# Kraj Północno-Zachodni
Kraj Północno-Zachodni (ros. Северо-Западный край, biał. Паўночна-Заходні край) – kraj Imperium Rosyjskiego utworzony w 1794 z ziemi zabranych podczas drugiego i trzeciego rozbioru Rzeczypospolitej. Został utworzony na terenach byłego Wielkiego Księstwa Litewskiego. W 1912 roku Kraj Północno-Zachodni przestał istnieć.

## Podział
Kraj Północno-Zachodni składał się z sześciu guberni:
- gubernia wileńska
- gubernia kowieńska
- gubernia grodzieńska
- gubernia mińska
- gubernia mohylewska
- gubernia witebska